# Liste der Beethoven-Denkmäler
Ein Beethoven-Denkmal gibt es in zahlreichen Städten in der ganzen Welt. Diese Denkmäler erinnern an den Komponisten Ludwig van Beethoven. Besonders viele gibt es in Beethovens Geburtsstadt Bonn und seinem wichtigen Wirkungsort Wien, darüber hinaus stehen aber auch in anderen Städten Denkmäler.

## Bonn
| Standort                             | Art                     | Bild           | Künstler                                                                             | Errichtung / Einweihung | Weitere Informationen                                                                        |
| ------------------------------------ | ----------------------- | -------------- | ------------------------------------------------------------------------------------ | ----------------------- | -------------------------------------------------------------------------------------------- |
| Münsterplatz, vor dem Postamt        | Statue mit Sockel       | weitere Bilder | Ernst Hähnel (1811–1891) – Entwurf/Jacob Daniel Burgschmiet (1796–1858) – Ausführung | 1845                    | Siehe Beethoven-Denkmal auf dem Münsterplatz                                                 |
| Beethoven-Haus im Geburtszimmer      | Büste                   |                | Josef Danhauser                                                                      | 1827                    | Gipsabguss vgl. Ludwig van Beethoven                                                         |
| Garten des Beethoven-Hauses          | Bronze-Büste            |                | Pierre-Felix Masseau (* 17. März 1869 Lyon; † 1937 Paris)                            | 1902                    |                                                                                              |
| Garten des Beethoven-Hauses          | Bronze-Büste            | weitere Bilder | Naum Aronson (* 1872 Kreslawka, Lettland, † 1943 New York), Rodin-Schüler            | 1905                    |                                                                                              |
| Garten des Beethoven-Hauses          | Bronze-Büste            |                | Fernando Cian (* vor 1907, † um 1928)                                                | 1. Viertel 20. Jahrh.   |                                                                                              |
| Garten des Beethoven-Hauses          | Bronze-Büste            |                | Wilhelm Hüsgen (* 22. Oktober 1877 Barmen; † 19. Februar 1962 München)               | 1927/1929               |                                                                                              |
| Beethovenhalle                       | Bronze-Büste            |                | Émile-Antoine Bourdelle                                                              | um 1929                 | Aufschrift im Sockel: „Moi je suis Bacchus qui pressure pour les hommes le nectar delicieux“ |
| Rheinaue                             | Sitzplastik aus Granit  | weitere Bilder | Friedrich Diederich nach einem Entwurf von Peter Breuer (1856–1930)                  | 1938                    | Siehe Beethoven-Denkmal in der Rheinaue                                                      |
| Garten des Beethoven-Hauses          | Stein-Büste             |                | Eduard Merz (* 1903, † 1984)                                                         | 1945/1946               |                                                                                              |
| Bad Godesberg, im Garten der Redoute | Bronze-Büste auf Sockel |                | Franz Rotter                                                                         | 1955                    |                                                                                              |
| Garten des Beethoven-Hauses          | Bronze-Büste            |                | Lewon Konstantinowitsch Lasarew (1928 in Tiflis – 2004 in St. Petersburg)            | 1981                    |                                                                                              |
| vor der Beethovenhalle               | Beton-Konstruktion      | weitere Bilder | Klaus Kammerichs (* 1933 Iserlohn), Fotograf und Bildhauer                           | 1986                    | Trägt den Titel „Beethon“, Stielers Gemälde von 1819 nachgebildet.                           |
| Stadtgarten                          | Bronze                  | weitere Bilder | Markus Lüpertz                                                                       | 2014                    |                                                                                              |
| Garten des Beethoven-Hauses          | Bronze                  | weitere Bilder | Cantemir Riscutia (1926–2003)                                                        | 1998                    |                                                                                              |

## Wien
| Standort               | Art     | Bild | Künstler               | Errichtung / Einweihung | Weitere Informationen |
| ---------------------- | ------- | ---- | ---------------------- | ----------------------- | --- |
| Pasqualati-Haus        | Büste   |      | Franz Klein            | (1812)                  | |
| Heiligenstadt          | Denkmal |      | Anton Dominik Fernkorn | (1863)                  | Im Beethovengang, einem Lieblingsspazierweg Beethovens |
| Beethovenplatz         | Denkmal |      | Caspar von Zumbusch    | (1880)                  | Siehe Beethoven-Denkmal (Wien) |
| Heiligenstädter Park   | Denkmal |      | Robert Weigl           | (1902–1910)             | |
| Sezession              | Fries   |      | Gustav Klimt           | (1902)                  | Siehe Beethovenfries |
| Heiligenstadt Pfarrhof | Denkmal |      | Christian Welter       | (1970)                  | Geschenk des Künstlers an die Wiener Beethoven-Gesellschaft anlässlich der zweihundertsten Wiederkehr des Geburtstags Beethovens, 2004 anlässlich 50 Jahre WBG Aufstellung vor dem Beethovensaal der Pfarre Heiligenstadt |

## Andere Orte
| Standort                                         | Art                                          | Bild | Künstler               | Errichtung / Einweihung | Weitere Informationen |
| ------------------------------------------------ | -------------------------------------------- | ---- | ---------------------- | ----------------------- | --- |
| Berlin, südöstlicher Teil des Großen Tiergartens | Denkmal                                      |      | Rudolf Siemering       | 1898–1904               | zu Ehren der Komponisten Ludwig van Beethoven, Joseph Haydn und Wolfgang Amadeus Mozart, siehe Beethoven-Haydn-Mozart-Denkmal |
| Chicago, USA                                     |                                              |      | Johannes Sophus Gelert |                         | Allgemeines Lexikon der Bildenden Künstler von der Antike bis zur Gegenwart.                                                  |
| Cuxhaven Amandus-Abendroth Gymnasium             | Büste                                        |      | Franz Rotter           | 1965                    | |
| Frankfurt am Main, Taunusanlage                  | Standbild Figurengruppe                      |      | Georg Kolbe            |                         | Siehe Beethoven-Denkmal (Frankfurt am Main)                                                                                   |
| Františkovy Lázně, Národní 7/4                   | Gedenktafel und Bild (das Bild ist im Hause) |      |                        |                         | |
| Karlsbad                                         | Denkmal                                      |      | Hugo Uher              | 1929                    | |
| Leipzig                                          | Großplastik                                  |      | Max Klinger            | 1885–1902               | |
| Leipzig/Meran                                    | Torso                                        |      | Max Klinger            | 1885–1902               | |
| Madrid, Parque de Berlín                         | Denkmal                                      |      | Franz Rotter           | 1981                    | |
| Beethoven-Denkmal (Neapel)                       | Marmorskulptur                               |      | Francesco Jerace       | 1895                    | |
| Central Park, New York City, USA                 | Büstendenkmal                                |      |                        |                         | |
| Hradec nad Moravicí, Schlosspark                 | Büstendenkmal                                |      |                        |                         | |
| Prag, Lázeňská 11                                | Relief                                       |      | Otakar Španiel         | 1927                    | |
| Rostock                                          | Relief                                       |      | Paul Wallat            |                         | |
| Teplice, Zámecká 11                              | Büste                                        |      | M. Kyselka             | 1971                    | |
| Teplice beim Schloss                             | Gedenktafel                                  |      |                        |                         | Ort des Treffens von Beethoven und Goethe in 1812                                                                             |
| Walhalla                                         | Büste                                        |      |                        |                         | noch zu Lebzeiten des bayerischen Königs Ludwig I. (Stifter der Walhalla) aufgestellt                                         |